# Fear Itself (serie televisiva)
Fear Itself è una serie televisiva statunitense creata dal regista Mick Garris per l'emittente televisiva NBC. La serie, che segue la stessa idea della più nota Masters of Horror, è un'antologia horror, formata da diversi episodi costituiti da mediometraggi ognuno della durata di circa quaranta minuti, diretti da cineasti conosciuti o emergenti, esperti nel genere horror. Ogni episodio è slegato dall'altro. L'unico filo conduttore dei vari mediometraggi è l'ambientazione, a Edmonton in Canada.
Il titolo della serie deriva da una famosa citazione di Franklin D. Roosevelt "The only thing we have to fear is fear itself." ("L'unica cosa che dobbiamo temere è la paura stessa"). La serie coinvolge conosciuti registi come John Landis, Breck Eisner, Brad Anderson, Stuart Gordon, Darren Lynn Bousman, Mary Harron e molti altri.
La canzone usata come sigla iniziale è Lie Lie Lie eseguita dal cantante dei System of a Down Serj Tankian, presente nel suo primo album studio Elect the Dead.
La serie ha debuttato sulla NBC il 5 giugno 2008. Dopo la messa in onda dei primi otto episodi la serie è stata sospesa per lasciar spazio alle Olimpiadi di Pechino 2008, ma dopo la fine delle competizioni sportive la serie non è stata ripresa e per lungo tempo il network non ha comunicato il destino dei restanti episodi. Gli ultimi cinque episodi sono stati trasmessi all'inizio del 2009 sul canale AXN Sci-Fi. In Italia la serie ha debuttato il 30 ottobre 2009 sul canale satellitare Fox.

## Episodi
| Stagione       | Episodi | Prima TV originale | Prima TV Italia |
| -------------- | ------- | ------------------ | --------------- |
| Prima stagione | 13      | 2008-2009          | 2009-2010       |

## Registi
- Breck Eisner
- Brad Anderson
- Ronny Yu
- John Landis
- Stuart Gordon
- Darren Lynn Bousman
- Mary Harron
- Larry Fessenden
- Ernest Dickerson
- Rupert Wainwright
- John Dahl
- Rob Schmidt
- Eduardo Rodriguez